# Ługi (Zwoleń)
Pour les articles homonymes, voir Ługi.
Ługi (prononciation : [ˈwuɡi]) est un village polonais de la gmina de Zwoleń dans le powiat de Zwoleń de la voïvodie de Mazovie dans le centre-est de la Pologne.
Il se situe à environ 9 km à l'est de Zwoleń (siège de la gmina et du powiat) et 105 km au sud-est de Varsovie (capitale de la Pologne).

## Histoire
De 1975 à 1998, le village appartenait administrativement à la voïvodie de Radom.